# 버스터 크래브

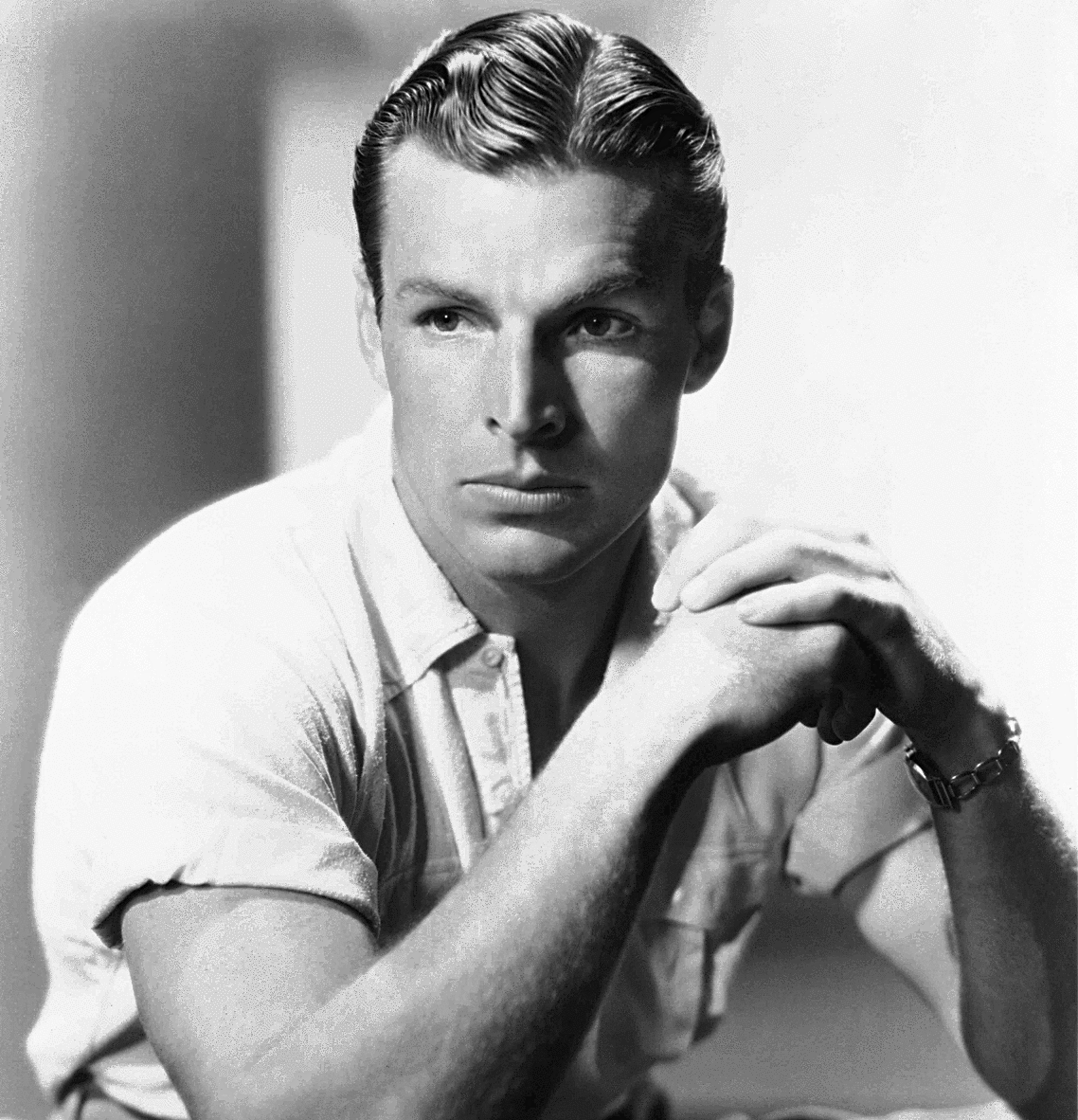

버스터 크래브(Clarence Linden Crabbe, II, 1908년 2월 7일 ~ 1983년 4월 23일)는 미국의 영화배우, 수영 선수, 배우, 주식 중개인, 텔레비전 배우, 스턴트 배우이다.
오클랜드에서 태어났으며 스코츠데일에서 사망하였다. 사인은 심근 경색이다. 애리조나주에 매장되었다.

## 영화
- 에이리언 데드 (1980년)
- 별들의 전쟁(영어판) (1979년)
- 타잔 - 버스터 크라블 편 2 (1964년)
- 벅 로저스 (1939년)
- 플래시 고든의 화성 여행 (1938년)
- 플래쉬 고든 (1936년)
- 플래쉬 고든 (1936년)
- 정글의 왕 (1933년)
- 투 더 라스트 맨 (1933년)
- 맨 오브 더 포레스트 (1933년)
- 썬더링 허드 (1933년)
- 무적 타잔 (1933년)
- 닥터 모로의 DNA (1932년)
- 굿 뉴스 (1930년)

## 같이 보기
- 올림픽 수영 남자 메달리스트 목록